# Andy Granda
Andy Granda (Matanzas, 4 de febrero de 1992) es un deportista cubano que compite en judo.
Ganó una medalla de oro en el Campeonato Mundial de Judo de 2022 y nueve medallas en el Campeonato Panamericano de Judo entre los años 2014 y 2025. En los Juegos Panamericanos consiguió tres medallas, en los años 2019 y 2023.

## Palmarés internacional
| Campeonato Mundial      | Campeonato Mundial        | Campeonato Mundial | Campeonato Mundial |
| Año                     | Lugar                     | Medalla            | Categoría          |
| ----------------------- | ------------------------- | ------------------ | ------------------ |
| 2022                    | Taskent (Uzbekistán)      | Medalla de oro     | +100 kg            |
| Juegos Panamericanos    |                           |                    |                    |
| Año                     | Lugar                     | Medalla            | Categoría          |
| 2019                    | Lima (Perú)               | Medalla de oro     | +100 kg            |
| 2023                    | Santiago (Chile)          | Medalla de oro     | +100 kg            |
| 2023                    | Santiago (Chile)          | Medalla de oro     | Equipo mixto       |
| Campeonato Panamericano |                           |                    |                    |
| Año                     | Lugar                     | Medalla            | Categoría          |
| 2014                    | Guayaquil (Ecuador)       | Medalla de plata   | –90 kg             |
| 2017                    | Ciudad de Panamá (Panamá) | Medalla de plata   | –100 kg            |
| 2018                    | San José (Costa Rica)     | Medalla de bronce  | +100 kg            |
| 2019                    | Lima (Perú)               | Medalla de bronce  | +100 kg            |
| 2020                    | Guadalajara (México)      | Medalla de oro     | +100 kg            |
| 2022                    | Lima (Perú)               | Medalla de oro     | +100 kg            |
| 2023                    | Calgary (Canadá)          | Medalla de oro     | +100 kg            |
| 2024                    | Río de Janeiro (Brasil)   | Medalla de oro     | +100 kg            |
| 2025                    | Santiago (Chile)          | Medalla de oro     | +100 kg            |